# Teoria da personalidade

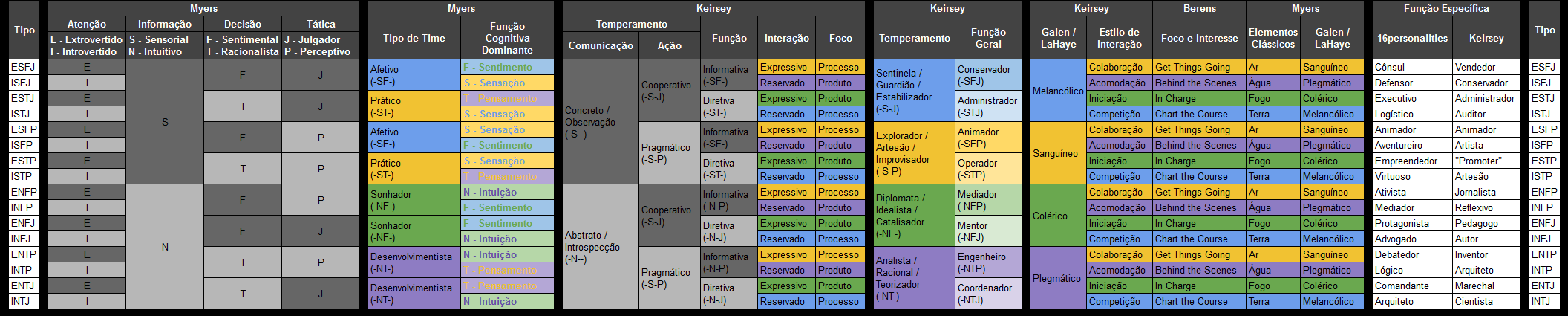
Tabela correlacionando os 16 tipos de personalidade conforme as teorias de Myers-Briggs e David Keirsey.

A teoria da personalidade tem por objetivo organizar o conhecimento a respeito da personalidade de tal maneira que a grande quantidade de informação gerada pela pesquisa científica seja organizada de maneira sistemática e coerente e novas hipóteses possam ser geradas para uma futura comprovação.
A personalidade é uma construção pessoal que decorre ao longo da nossa vida, e uma elaboração da nossa história, da forma que sentimos e interiorizamos as nossas experiências, acompanha e reflecte a maturação psicológica. Em suma, a personalidade é um processo activo e que intervém em diferentes factores.
Diversos autores se dedicaram à pesquisa da personalidade, cada um com ênfases teóricas e metodológicas diferentes, o que os levou muitas vezes a resultados completamente distintos. Apesar de todas as diferenças, no entanto, todos os teóricos procuram oferecer resposta a algumas perguntas básicas:
1. Estrutura da personalidade: Como a personalidade é estruturada e pode ser estudada? Quais são suas unidades básicas?
2. Processos da personalidade: Quais são e como funcionam os aspectos dinâmicos da personalidade?
3. Crescimento e desenvolvimento da personalidade: Como a personalidade se desenvolve para formar a pessoa que somos hoje?
4. Psicopatologia e modificação comportamental: Como as pessoas podem se modificar e porque algumas pessoas têm mais dificuldades?

## Questões centrais de uma teoria da personalidade

### Estrutura da personalidade
A expressão "estruturas da personalidade" refere-se àquelas características estáveis da personalidade. As diferentes teorias da personalidade se diferenciam quanto às estruturas consideradas como base para o estudo:
1. Traços ou disposições referem-se à consistência das reações de um indivíduo a diferentes situações. Por exemplo, quando se diz que uma pessoa é "aberta", quer-se dizer que ela se comporta dessa maneira em diferentes situações. Em geral os traços psicológicos são vistos como dimensões contínuas, ou seja, todas as pessoas têm mais ou menos de determinada característica; exemplos de modelos que se baseiam neles são a teoria pentafatorial do Big Five e a divisão das dimensões de temperamento e caráter por C. Robert Cloninger no Inventário de Temperamento e Caráter.[2]
2. Tipos psicológicos referem-se a um padrão estável de traços de personalidade. Tipos psicológicos são considerados mais como categorias do que como dimensões. Por exemplo os termos "introvertido" e "extrovertido" foram criados por Carl G. Jung como descrição de dois tipos psicológicos, ou seja, algumas pessoas são extrovertidas e outras introvertidas. Posteriormente os termos foram tomados por Hans Eysenck para descrever os dois extremos de uma dimensão, de tal forma que qualquer pessoa pode ser classificada como mais ou menos extrovertida. O construto de Eysenck, apesar de baseado em tipos psicológicos de Jung, é na verdade um traço de personalidade.
3. Outros autores preferem ver personalidade como sistema ou conjunto de sistemas, ou seja, eles não procuram características isoladas de uma pessoa (abertura, extroversão) mas procuram observar como tais características, e mesmo a pertinência a determinado tipo psicológico, são geradas através da interação entre diferentes processos mentais (emoções, pensamento, cognições etc.). Tais autores, assim, não vêm "extroversão" como algo que uma pessoa tem ou que uma pessoa é, mas uma descrição da forma como a pessoa se comporta e é resultado da interação entre as formas de pensar e sentir do indivíduo.

As diferentes teorias da personalidade não se diferenciam somente quanto às unidades que tomam como base, mas também quanto à relação que há entre elas. Alguns autores consideram, por exemplo, que diferentes traços de personalidade se relacionam de maneira hierárquica. Existem duas formas de relação hierárquica entre duas características: (1) característica A é um exemplo da característica B (ex. ser "sociável", "conversador" são exemplos de "extroversão) ou (2) característica A serve a característica B (ex. ser "pontual" está a serviço (é um caminho para) ser "consciencioso"). Já outros autores como Albert Bandura consideram que as diferentes estruturas e sistemas da personalidade podem se influenciar mutuamente sem necessariamente serem organizadas hierarquicamente.

### Processos da personalidade
As diversas teorias da personalidade diferenciam-se também quanto à maneira como explicam a dinâmica da personalidade, ou seja, a motivação e outros aspectos que levam à ação observável. Algumas teorias, ditas hedonistas, afirmam que o comportamento humano tem dois objetivos principais: a busca de prazer e evitar sensações desagradáveis. Assim as necessidades humanas surgem de um aumento da pressão interna (desagradável) que exige uma solução (ver pulsões) ou ainda da busca de um estado de maior prazer, por exemplo, de fama, dinheiro, poder, reconhecimento, etc. Outras teorias, pelo contrário, partem do princípio de que o ser humano busca sobretudo sua autorrealização, ou seja, seu desenvolvimento pleno enquanto pessoa. Segundo tais teóricos, o desenvolvimento de si-mesmo possui um valor tão importante para o ser humano, que ele estaria disposto aceitar uma aumento de tensão e estresse para atingi-lo. Outras teorias dão ainda maior ênfase aos processos cognitivos, ao esforço do indivíduo de compreender a si mesmo e ao mundo que o cerca. Para tais autores o maior esforço do ser humano não está tanto direcionado ao hedonismo ou à autorrealização, mas à busca de consistência interna e compreensão do mundo. Isso significa aqui, que o ser humano está empenhado a construir (cognitivamente) uma autoimagem e uma imagem do mundo que o cerca consistentes, mesmo que à custa de dores e desprazeres.
No correr do desenvolvimento da psicologia da personalidade a pesquisa deu ênfase maior ora a uma tipo de motivação ora a outro. No entanto a pesquisa recente parece apontar para um quadro mais complexo, em que os diferentes tipos de motivação desempenham um papel de importância variada, mas sempre em interação.

### Crescimento e desenvolvimento
As diferentes teorias da personalidade se diferenciam também, quanto à maneira com que explicam crescimento e desenvolvimento e ao valor que dão aos diferentes fatores que desempenham um papel nesse processo:
1. Fatores genéticos e biológicos;
2. Fatores psicológicos - a história pessoal do indivíduo, experiências de vida, etc.;
3. Fatores ambientais - cultura, classe social, família, contato com coetâneos, etc.;

### Psicopatologia e modificação comportamental
As primeiras teorias da personalidade surgiram em um contexto clínico e com um fim muito prático: oferecer um fundamento teórico para os transtornos mentais e seu tratamento. As teorias posteriores, mesmo não tendo se originado em um contexto clínico, oferecem também novas possibilidades para a psicoterapia. A capacidade de determinada teoria de guiar e enriquecer a prática terapêutica é um dos principais elementos para uma avaliação da relevância dessa teoria.

## Outros aspectos relevantes
Além de descrever a estrutura, os processos dinâmicos, o desenvolvimento e as possibilidades de mudança da personalidade, uma teoria da personalidade termina, por sua própria natureza, tocando  e tendo de se posicionar em outros temas da maior relevância que, no entanto, ultrapassam o âmbito da psicologia da personalidade. A resposta dada a essas perguntas são, muitas vezes, dependentes do ambiente sócio-cultural do pesquisador e mostram como a cultura influencia o processo científico:
1. A imagem do ser humano - o ser humano é um ser livre, autodeterminado ou é um ser guiado por pulsões? Ou ainda meros "supercomputadores"?
2. Os fatores determinantes do comportamento - o ser humano é impulsionado por fatores internos (pulsões, como em Freud, ou a autorrealização, como em Rogers) ou externos (reforço e castigo, como em Skinner)?
3. A consistência e a estabilidade da personalidade - Quão consistente é a personalidade em diferentes momentos e situações? Qual é o limite da capacidade da personalidade de se transformar, se modificar? Até quando a pessoa permanece "ela mesma"?
4. A unidade da experiência e o conceito de si mesmo - Como o ser humano é capaz de unir a diversidade de experiências que faz em uma só pessoa? Como ele é capaz de se sentir uma só pessoa, mesmo se comportando de maneira diferente em diversas situações?
5. A relação entre os diferentes estados de consciência e o conceito de inconsciente - O que é a consciência? Qual sua função? Como são organizados os processos mentais inconscientes? Qual sua importância para a formação da personalidade?
6. A importância da experiência temporal para o comportamento - como e de que forma as experiências passadas, presentes e futuras (esperadas) influenciam o comportamento e, assim, a personalidade?
7. Os limites do conhecimento científico - é o método científico capaz de representar a complexidade do viver e da personalidade humana?

Como se vê, as teorias da personalidade refletem a própria complexidade do ser humano e, oferecem, assim, sempre uma imagem parcial. Dessa forma, mais importante do que a pergunta "quais teorias são corretas e quais são falsas?" é a questão "Quão útil é esta teoria para o desenvolvimento do meu saber, para responder às questões postas pela ciência e pelas exigências práticas". A história da psicologia e de outras ciências oferece numerosos exemplos de como mesmo teorias em determinados aspectos erradas podem ter uma importância prática: apesar dos problemas, tais teorias podem oferecer uma orientação tanto para a pesquisa futura quanto para a prática.